# Марселиньо Параиба
Марсело дош Сантош, по-известен като Марселиньо Параиба е бразислски футболист, който от началото на 2010 ще носи екипа на Сао Пауло. Марселиньо изпълнява отлично статични положения.